# Supercomputer
 Der er for få eller ingen kildehenvisninger i denne artikel, hvilket er et problem. Du kan hjælpe ved at angive troværdige kilder til de påstande, som fremføres i artiklen.

En supercomputer er en computer der overstiger alment tilgængelig computerkapacitet og derfor er blandt verdens bedste computere. Begrebet "Super Computing" blev først brugt af avisen New York World i en artikel fra 1929, og refererede til en stor specialbygget tabulatormaskine som IBM lavede til Columbia University.

## Oversigt
De supercomputere der blev introduceret i 1960'erne var primært designet af Seymour Cray ved Control Data Corporation (CDC), der også ledte markedet i 1970'erne indtil Seymour Cray forlod firmaet for at stifte sit eget firma, Cray Research. Han overtog efterfølgende markedet for supercomputere med sine nye designs mens han bevarede førersædet i fem år (1985-1990). Seymour Cray benyttede dog aldrig selv ordet supercomputer. I 1980'erne trådte en række mindre firmaer ind på markedet, men de fleste forsvandt i midt-1990'ernes krak af supercomputermarkedet. Efter år 2000 blev supercomputere typisk specialkonstrueret af "traditionelle" firmaer som IBM og HP, der købte mange af 1980'ernes firmaer for at vinde deres erfaring. Cray Inc. specialiserer sig stadig i konstruktionen af supercomputere.
Begrebet supercomputer er i større grad blevet en del af daglig tale. CDC's tidligere supercomputere var i virkeligheden bare hurtige skalarprocessorer, nogle op til ti gange kraftigere end computere tilbudt af andre firmaer. I 1970'erne var de fleste supercomputere dedikeret til at køre vektorprocessorer, og mange af de nye firmaer på markedet udviklede deres processorer til en lavere pris for at komme ind på markedet. I de tidlige 1980'ere sås supercomputere med et beskedent antal vektorprocessorer der arbejdede i parallel, ofte mellem 4 og 16. I de sene 1980'ere og i 1990'erne skiftede fokus fra vektorprocessorer til massive mængder af parallelle processorer med tusindvis af "almindelige" processorer, hvoraf nogle endda var deciderede hjemmecomputerprocessorer og hvor andre var bygget specielt til formålet. Senere blev paralleldesigns baseret på allerede fabrikerede RISC-processorer såsom PowerPC og PA-RISC almindelige, og de fleste moderne supercomputere er i dag højt optimerede computerclustre der benytter almindelige hjemmecomputerprocessorer (især grafikkort) kombineret med specialfabrikerede forbindelser imellem dem.

## Supercomputere til alle formål
Der er tre hovedklasser af supercomputere til alle formål:
- Vektorprocessormaskiner tillader den samme (aritmetiske) operation at blive udført på store mængder data simultant.
- Tæt forbundne clustercomputere bruger specielt udviklede mellemled sådan at mange processorer og hukommelsen for hver computer i clusteret kan kommunikere, typisk i en NUMA-arkitektur. Processorer og netværkskomponenter bliver forarbejdet fra grunden op til den gældende supercomputer. De kraftigste supercomputere til alle formål benytter denne metode.
- Commodity-clustre bruger et stort antal billigere pc'er forbundet over et hurtigt lokalnet.

I nyere supercomputerdesign spiller Moore's lov og masseproduktionen af hjemmecomputere ind: en enkelt moderne hjemmecomputer er nu kraftigere end en 15 år gammel supercomputer, og mindst et par af de tricks der dengang gjorde at supercomputere var sine samtidige hjemmecomputere overlegne, er i dag blevet inkorporeret i hjemmecomputerne selv. Derudover er masseproducerede processorer billigere end hvis man skulle designe sin helt egen processor til specifikke formål.
Dertil er mange af de opgaver som påtages af supercomputer ofte meget smarte at parallelisere (hvilket essentielt betyder at dele programmet op i flere mindre dele som udføres samtidig), specielt til "grovkornede" opgaver hvor mængden af data der skal overføres mellem processorerne ikke er stor. Af denne grund kan det ofte betale sig at erstatte traditionelle supercomputere med clustre af almindelige computere designet til at arbejde som én stor computer.

## Supercomputere til specielle formål
Supercomputere til specielle formål er high-performance computerenheder med en arkitektur designet til at løse et enkelt problem. Dette tillader specielt programmerede FPGA-chips og/eller VLSI-chips at arbejde meget hurtigere på bekostning af at kunne arbejde effektivt generelt. De er ofte benyttede til emner som astrofysik og kodebrydning.
Eksempler på specialdesignede supercomputere:
- Deep Blue, skakcomputer
- GRAPE, astrofysik
- Deep Crack, kodebryder for DES-algoritmen.

## Verdens kraftigste supercomputere

### Hvordan man måler deres kapacitet
En supercomputers kapacitet måles oftest i FLOPS, der betyder FLoating Point-Operationer Per Sekund, TFLOPS/teraFLOPS (1012 FLOPS) eller PFLOPS/petaFLOPS (1015 FLOPS). Denne beregning er lavet på basis af en række benchmarks.

### Verdens kraftigste supercomputere
Den 25. marts 2005 blev IBM's Blue Gene/L-prototype den kraftigste supercomputer med én installation der brugte i alt 65.536 processorer til at køre ved i alt 135,5 TFLOPS. Blue Gene/L-prototypen er en specialdesignet version af IBM's PowerPC-arkitektur. Prototypen blev udviklet ved IBM's faciliteter i Rochester, Minnesota, hvorimod produktionsversionen blev lanceret flere steder inklusiv Lawrence Livermore-nationallaboratoriet (LLNL). Den 28. oktober 2005 nåede selvsamme maskine 280,6 TFLOPS med nu 131.072 processorer. Det er forventet at LLNL's udgave vil nå i hvert fald 360 TFLOPS, og at en fremtidig udgave af den vil nå 0,5 PFLOPS. Før dette nåede en Blue Gene/L udstyret med 32.768 processorer syv timer vedvarende udregninger ved 70,7 TFLOPS. Den 1. november 2005 blev en Blue Gene/L nr. 1 på top500.org's liste over supercomputere. I juni 2006 nåede LLNL's 131.072-processormaskine en ny rekord i en vedvarende 207,3 TFLOPS.
Supercomputeren MDGRAPE-3, der blev færdiggjort i juni 2006, nåede 1 PFLOPS, men den kvalificerer sig meget muligt ikke som en supercomputer til alle formål eftersom dens specialdesignede hardware er optimeret til simulering af molekylers dynamik.
Den kinesiske supercomputer Tianhe-1A blev i oktober 2010 verdens hurtigste og kan præstere 2,5 petaflops, og i 2013 præsenterede kineserne en videreudvikling Tianhe-2 med en ydeevne på 33,86 petaflops (billiarder flops), som fortsat er verdens kraftigste i 2015.

### Danske supercomputere
Vindmøllevirksomheden Vestas annoncerede juni 2011, at de havde taget en af verdens største computere i brug. Den beregner vejr og vind og er blevet døbt Firestorm.  Firestorm var dengang Danmarks kraftigste computer og står i Randers. Og med sine 150 TFLOPS også den kraftigste i Skandinavien, og var estimeret til en placering som nr. 53 på verdensranglisten.
I oktober 2024 blev Danmarks største supercomputer Gefion (med 6 exaflops AI-fp8) indviet med særlig fokus på kunstig intelligens.

### Kvasi-supercomputere
Nogle typer distribuerede beregninger for "pinligt parallelle" opgaver tager begrebet clustrede supercomputere til en ny ekstrem. Et eksempel er BOINC, der er en infrastruktur for distribueret udregning som udbyder mange forskellige projekter som SETI@home. Den 17. april 2006 nåede denne distribuerede computer en processorkraft på over 418,6 TFLOPS ved hjælp af over en million computere forbundet igennem Internettet. Den 16. maj 2005 nåede projektet Folding@home ifølge deres CPU-statistikside 195 TFLOPS.
GIMPS-projektet, der leder efter mersenneprimtal, søger med 20 TFLOPS.
Google's søgemaskine benytter et system med en kapacitet mellem 126 og 316 TFLOPS. Tristan Louis formoder at systemet består af mellem 32.000 og 79.000 dual 2 GHz Xeon-maskiner. The New York Times formoder at Googleplexet og dens serverfarm består af 450.000 servere.

## Tidslinje for supercomputere
| År   | Supercomputer                                                     | Højeste kapacitet | Beliggenhed |
| ---- | ----------------------------------------------------------------- | ----------------- | --- |
| 1942 | Atanasoff-Berry Computer (ABC)                                    | 30 OPS            | Iowa State University, Ames, Iowa, USA |
| 1942 | Heath Robinson ved Telecommunications Research Establishment      | 200 OPS           | |
| 1944 | Flowers' Colossus                                                 | 5 kOPS            | Post Office Research Station, Dollis Hill |
| 1946 | University of Pennsylvanias ENIAC (før 1948- og senere ændringer) | 50 kOPS           | Aberdeen Proving Ground, Maryland, USA |
| 1954 | IBM NORC                                                          | 67 kOPS           | Naval Surface Warfare Center Dahlgren Division, Dahlgren, Virginia, USA                                                                             |
| 1956 | MIT TX-0                                                          | 83 kOPS           | Massachusetts Institute of Technology, Lexington, Massachusetts, USA                                                                                |
| 1958 | IBM SAGE                                                          | 400 kOPS          | 25 steder i USA og ét i Canada, alle relateret til det amerikanske luftvåben (52 computere i alt)                                                   |
| 1960 | UNIVAC LARC                                                       | 500 kFLOPS        | Lawrence Livermore National Laboratory, Californien, USA                                                                                            |
| 1961 | IBM 7030 "Stretch"                                                | 1.2 MFLOPS        | Los Alamos National Laboratory, New Mexico, USA |
| 1964 | CDC 6600                                                          | 3 MFLOPS          | Lawrence Livermore National Laboratory, Californien, USA                                                                                            |
| 1969 | CDC 7600                                                          | 36 MFLOPS         | Lawrence Livermore National Laboratory, Californien, USA                                                                                            |
| 1974 | CDC STAR-100                                                      | 100 MFLOPS        | Lawrence Livermore National Laboratory, Californien, USA                                                                                            |
| 1975 | Burroughs Corporations ILLIAC IV                                  | 150 MFLOPS        | NASA Ames Research Center, Californien, USA |
| 1976 | Cray-1                                                            | 250 MFLOPS        | Los Alamos National Laboratory, New Mexico, USA (over 80 solgt verden over)                                                                         |
| 1981 | CDC Cyber 205                                                     | 400 MFLOPS        | (mange steder verden over) |
| 1983 | Cray X-MP/4                                                       | 941 MFLOPS        | Los Alamos National Laboratory; Lawrence Livermore National Laboratory; Battelle Memorial Institute; Boeing                                         |
| 1984 | M-13                                                              | 2.4 GFLOPS        | Scientific Research Institute of Computer Complexes, Moskva, Rusland (dengang Sovjetunionen)                                                        |
| 1985 | Cray-2/8                                                          | 3.9 GFLOPS        | Lawrence Livermore National Laboratory, Californien, USA                                                                                            |
| 1989 | ETA10-G/8                                                         | 10.3 GFLOPS       | Florida State University, Florida, USA |
| 1990 | NEC SX-3/44R                                                      | 23.2 GFLOPS       | NEC Corporation Fuchu Plant, Fuchu, Japan |
| 1993 | Thinking Machines' CM-5/1024                                      | 65.5 GFLOPS       | Los Alamos National Laboratory; National Security Agency                                                                                            |
| 1993 | Fujitsu Numerical Wind Tunnel                                     | 124.50 GFLOPS     | National Aerospace Laboratory, Tokyo, Japan |
| 1993 | Intel Paragon XP/S 140                                            | 143.40 GFLOPS     | Sandia National Laboratories, New Mexico, USA |
| 1994 | Fujitsu Numerical Wind Tunnel                                     | 170.40 GFLOPS     | National Aerospace Laboratory, Tokyo, Japan |
| 1996 | Hitachi SR2201/1024                                               | 220.4 GFLOPS      | University of Tokyo, Tokyo, Japan |
| 1996 | Hitachi/Tsukuba CP-PACS/2048                                      | 368.2 GFLOPS      | Center for Computational Physics, University of Tsukuba, Tsukuba, Japan                                                                             |
| 1997 | Intel ASCI Red/9152                                               | 1.338 TFLOPS      | Sandia National Laboratories, New Mexico, USA |
| 1999 | Intel ASCI Red/9632                                               | 2.3796 TFLOPS     | Sandia National Laboratories, New Mexico, USA |
| 2000 | IBM ASCI White                                                    | 7.226 TFLOPS      | Lawrence Livermore National Laboratory, Californien, USA                                                                                            |
| 2002 | NEC Earth-simulator                                               | 35.86 TFLOPS      | Earth Simulator Center, Yokohama-shi, Japan |
| 2004 | Silicon Graphics/SGI Projekt Columbia                             | 42.7 TFLOPS       | Projekt Columbia, NASA Advanced Supercomputing facility, USA                                                                                        |
| 2004 | IBM Blue Gene/L                                                   | 70.72 TFLOPS      | United States Department of Energy/IBM, USA |
| 2005 | IBM Blue Gene/L                                                   | 136.8 TFLOPS      | United States Department of Energy/United States National Nuclear Security Administration, Lawrence Livermore National Laboratory, Californien, USA |
| 2005 | IBM Blue Gene/L                                                   | 280.6 TFLOPS      | United States Department of Energy/United States National Nuclear Security Administration, Lawrence Livermore National Laboratory, Californien, USA |
| 2008 | JUGENE                                                            | 167 TFLOPS        | Jülich Supercomputing Centre, Tyskland |